# József Lendvay

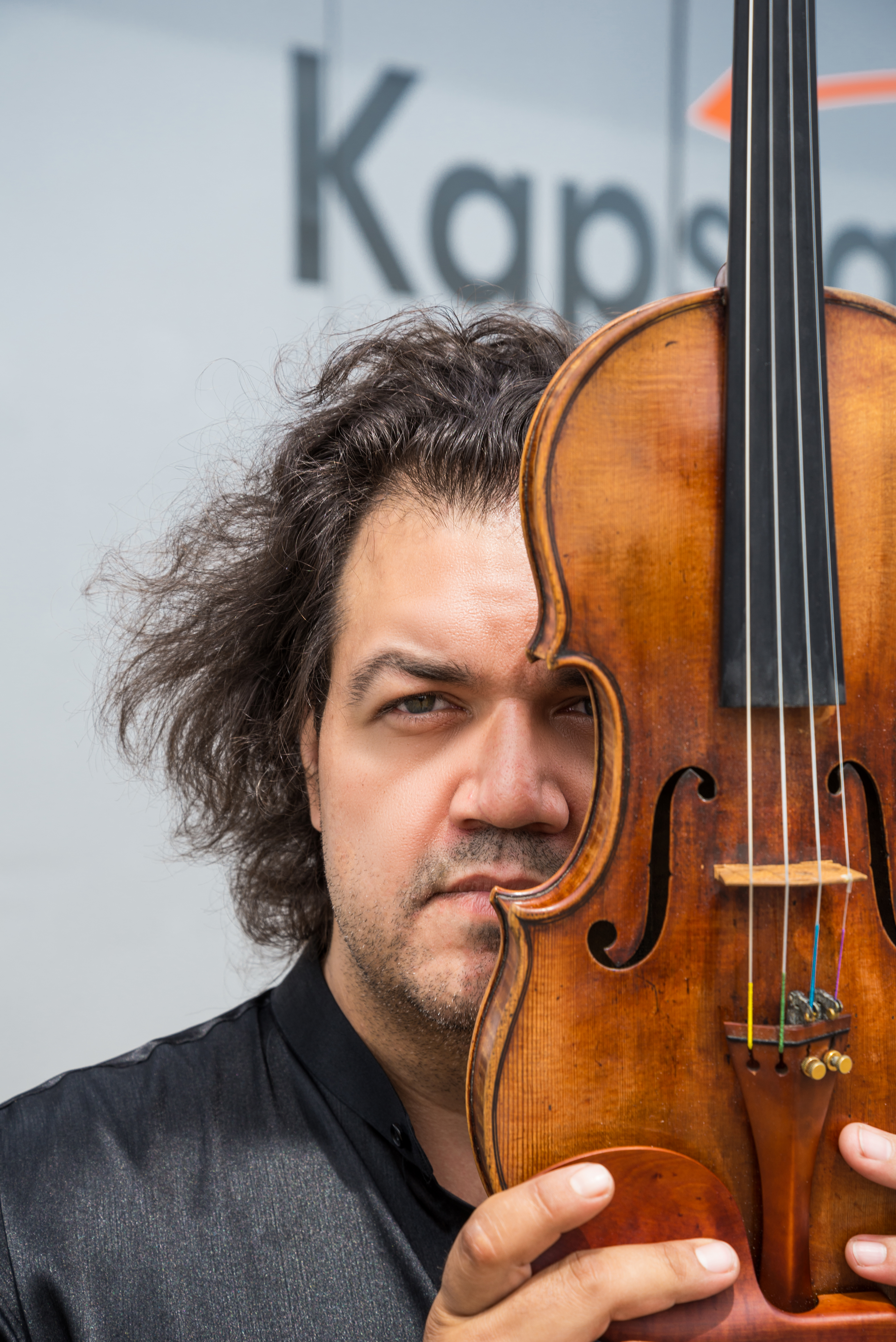
József Lendvay 2014

József Lendvay (* 7. November 1974 in Budapest, Ungarn) ist ein ungarischer Geigenvirtuose.

## Musikalischer Werdegang

### Frühe Jahre & Studium
József Lendvay wuchs in einer hochmusikalischen Familie auf. Sein Vater „Csócsi“ Lendvay ist einer der populärsten Interpreten von Zigeunerfolklore in Ungarn und international. Mit sieben Jahren gewann er den ersten von zahlreichen Violinwettbewerben.

### Internationale Tätigkeit & Solo-Erfahrungen
Lendvay war langjähriger Konzertmeister der Philharmonie der Nationen und ist ständiger Gastsolist beim Budapester Festivalorchester. Darüber hinaus hat er regelmäßige Auftritte in Den Haag, Berlin, St. Etienne, Bern, Los Angeles, Aspendos, Schanghai und spielte dort mit dem National Symphonie Orchestra (NSO), der Rotterdam Philharmonic, dem Netherlands Radio Orchestra, der Los Angeles Philharmonic Orchestra, dem City of Birmingham Orchestra und des Orchestre de la Suisse Romande. Er arbeitete u. a. mit den Dirigenten Iván Fischer und Sir Simon Rattle zusammen.

## Preise & Auszeichnungen (Auswahl)
- 1997: 1. Preis „Tibor Varga“ Internationaler Violin Wettbewerb
- 1998: Annie Fischer-Preis
- 1999: Lyric-Preis
- 2005: Echo Klassik
- 2014: Echo Klassik